# Jacques Grippa
 (novembre 2011).
Si vous disposez d'ouvrages ou d'articles de référence ou si vous connaissez des sites web de qualité traitant du thème abordé ici, merci de compléter l'article en donnant les références utiles à sa vérifiabilité et en les liant à la section « Notes et références ».
Jacques Grippa, né le 30 mars 1913 à Grivegnée et mort le 30 août 1991 à Forest (Bruxelles), est un homme politique belge.

## Biographie
Membre de la direction bruxelloise du Parti communiste de Belgique (PCB) dans les années 1930, il fut l'un des dirigeants de la Résistance, arrêté par les nazis et torturé au fort de Breendonk. 
Dans les années 1950-1960, un conflit grandissant - aux yeux des uns, purement opportuniste ; aux yeux des autres, fondamentalement idéologique - oppose les deux géants mondiaux du communisme, l’Union soviétique et la Chine populaire, représentés par leurs deux dirigeants du moment, Nikita S. Khrouchtchev et Mao Zedong.
En 1963, Jacques Grippa est exclu du PCB pour avoir soutenu Pékin contre Moscou lors de la rupture sino-soviétique. Maurice Massoz, Maurice Delogne et René Raindorf sont aussi exclus et sont rejoints par de nombreux membres de la fédération bruxelloise du PCB .
Le 22 décembre ces militants formèrent le Parti communiste wallon, présidé par Henri Glineur. Dans son journal La Vérité est lancé un Appel au Peuple wallon. Pour le journal, le fédéralisme est un combat de classe. En novembre 1965, fut fondé un Front populaire wallon. Toutefois l’Encyclopédie du Mouvement wallon  (tome III, p. 1222-1223) émet des doutes à l'égard de l'engagement wallon de ce petit parti. Il faut cependant signaler qu'aux élections législatives de 1965 à Mons (où se présentait Jacques Grippa), au Borinage, de même que dans de nombreuses autres régions de Wallonie, plusieurs listes qu'on peut classer à l'extrême gauche se présentèrent aux suffrages des électeurs notamment en cartel avec le PCB ; phénomène qui pouvait parfois se prolonger à droite comme avec le PSI du député-bourgmestre d'Hyon Albert L'Allemand qui utilisa le créneau wallon tout en étant très mal accepté par le Mouvement wallon en quelque sorte officiel.
Jacques Grippa sera le premier et le principal leader maoïste en Belgique et en Europe. Le Parti communiste chinois le chargea d'organiser les marxistes-léninistes européens. 
Le 22 décembre 1963, Jacques Grippa, avec d'autres dissidents communistes belges, fonde un nouveau Parti communiste de Belgique. Il a 500 adhérents. Il se dote d'un hebdomadaire, la Voix du peuple, et ouvre une librairie à Bruxelles, Le Livre international. Le PCB sera le tout premier parti marxiste-léniniste pro-chinois, ou maoïste, d'Europe. Il ouvre rapidement des locaux dans toute la Belgique. En 1964, Grippa sera reçu avec les honneurs à Pékin par Mao Zedong en personne (La photo est connue), puis par Kim Il Sung à Pyong Yang. Grippa est lucide et constate que Mao n'est ni un génie, ni même un despote éclairé, mais un dictateur cynique et cruel pour qui la fin justifie les moyens .
Contrairement à la plupart des mouvements maoïstes, le PCB se présente aux élections. Ses campagnes électorales sont marquées par de nombreuses bagarres, le plus souvent avec des militants du PCB prosoviétique. 
Le 23 mai 1965, le nouveau parti se présente aux élections législatives. Le soir du 20 mai 1965, à Tubize, cité industrielle du Brabant wallon, un colleur d'affiche du PCB prosoviétique, Marcel Seys, est tué dans une rixe par un militant du PCB prochinois qui invoquera la légitime défense  et sera condamné à six mois de prison avec sursis .  
En 1967, le gouvernement chinois met brutalement fin à son soutien à Jacques Grippa. Le PCB-Pékin (surnom du PC de Grippa) implose et un nouveau Parti communiste marxiste-léniniste de Belgique (PCMLB) apparaît.
À partir de 1968, Jacques Grippa défend les positions de Liu Shaoqi, l'ancien président du Parti communiste chinois écarté du pouvoir par Mao Zedong. Jacques Grippa poursuivra son combat, mais avant sa mort il se rapprocha, après une tentative avortée en direction du Parti du travail de Belgique (PTB), du Parti communiste de Belgique resté prosoviétique.
En 1979, Grippa se serait présenté au siège du Parti Communiste belge pro-soviétique, et aurait demandé sa réintégration. Il aurait alors fourni une lettre de recommandation émanant de l'ambassade soviétique à Bruxelles. Cet événement a accrédité la thèse suivant laquelle Grippa aurait été dès le départ un agent de Moscou, infiltré tout en haut de la pyramide pro-chinoise, pour pouvoir mieux la saboter.
En France, le courant « grippiste » a été représenté de 1965 à 1976 par le Centre marxiste-léniniste de France.